# قلعه خودات
قلعه خودات (به لاتین: Qalayxudat) یک منطقه مسکونی درجمهوری آذربایجان است که در شهرستان قوبا واقع شده است. قلعه خودات ۴۰۴ نفر جمعیت دارد.